# 타원 적분
타원 적분(Elliptic integral)은 역 삼각함수의 일반화로 볼 수 있으며, 보다 광범위한 문제에 대한 이해를 제공한다.
예로, 원의 호 길이는 매개 변수의 간단한 함수로 주어 질수있지만 타원의 호 길이 계산에는 타원 적분을 필요로 하게 된다. 유사하게, 진자의 위치는 작은 각 진동에 대한 시간의 함수로서 삼각 함수에 의해 주어 지지만, 임의적으로 큰 변위에 대한 완전한 해에는 타원 적분의 사용이 필요하다. 전자기학 및 중력의 다른 많은 문제들도 타원 적분에 의해 해결된다.
타원 함수로 알려진 함수의 매우 유용한 클래스는 타원 적분을 반전시켜 삼각 함수의 일반화를 얻음으로써 얻어진다.
타원 함수(야코비 타원 함수와 바이어슈트라스 타원 함수가 가장 일반적인 두 가지 형태의 클래스이다)는 수학의 다른 영역뿐만 아니라 수 이론에서 많은 심각한 문제를 분석하는 강력한 도구를 제공한다.
모든 타원 적분은 세 가지 "표준"유형으로 작성할 수 있다.

## 표준유형 3종
타원 적분의 세 가지 표준유형은 불완전한 유형과 완전한 유형을 각각 가지고 있다.

### 불완전한 표준유형 3종
제 {\displaystyle 1} 종 {\displaystyle F} 의 불완전 타원 적분 은 다음과 같이 정의된다.
{\displaystyle F(\varphi ,k)=F\left(\varphi \,|\,k^{2}\right)=F(\sin \varphi ;k)=\int _{0}^{\varphi }{\frac {d\theta }{\sqrt {1-k^{2}\sin ^{2}\theta }}}=\int _{0}^{\varphi }{{1} \over {\sqrt {1-k^{2}\sin ^{2}\theta }}}{d\theta }}
삼각 함수 형태 의 제 {\displaystyle 2} 종 {\displaystyle E} 의 불완전 타원 적분은 다음 과 같다.
{\displaystyle E(\varphi ,k)=E(\varphi \,|\,k^{2})=E(\sin \varphi ;k)=\int _{0}^{\varphi }{\sqrt {1-k^{2}\sin ^{2}\theta }}\,d\theta }
제 {\displaystyle 3} 종 {\displaystyle \Pi } 의 불완전 타원 적분은 다음과 같다.
{\displaystyle \Pi (n;\varphi \setminus \alpha )=\int _{0}^{\varphi }{{1} \over {1-n\sin ^{2}\theta }}{{d\theta } \over {\sqrt {1-(\sin \theta \sin \alpha )^{2}}}}=\int _{0}^{\varphi }{{1} \over {\left(1-n\sin ^{2}\theta \right){\sqrt {1-(\sin \theta \sin \alpha )^{2}}}}}{d\theta }}

### 완전한 표준유형 3종
타원 적분은 진폭 {\displaystyle \varphi ={{\pi } \over {2}}} 이므로, 따라서 {\displaystyle x=1}일 때 '완전한'이라고 한다.
따라서 , 제 {\displaystyle 1} 종{\displaystyle K} 의 완전한 타원 적분은 다음과 같이 정의 될 수있다.
{\displaystyle K(k)=\int _{0}^{\tfrac {\pi }{2}}{\frac {d\theta }{\sqrt {1-k^{2}\sin ^{2}\theta }}}=\int _{0}^{1}{\frac {dt}{\sqrt {\left(1-t^{2}\right)\left(1-k^{2}t^{2}\right)}}}=\int _{0}^{1}{1 \over {\sqrt {\left(1-t^{2}\right)\left(1-k^{2}t^{2}\right)}}}{dt}}

제 {\displaystyle 2} 종 {\displaystyle E} 의 완전한 타원 적분 은 다음과 같이 정의된다.
{\displaystyle E(k)=\int _{0}^{\tfrac {\pi }{2}}{\sqrt {1-k^{2}\sin ^{2}\theta }}\,d\theta =\int _{0}^{1}{\frac {\sqrt {1-k^{2}t^{2}}}{\sqrt {1-t^{2}}}}\,dt}
제 {\displaystyle 3} 종의 {\displaystyle \Pi } 의 완전한 타원 적분은 다음과 같이 정의 될 수있다.
{\displaystyle \Pi (n,k)=\int _{0}^{\tfrac {\pi }{2}}{\frac {d\theta }{\left(1-n\sin ^{2}\theta \right){\sqrt {1-k^{2}\sin ^{2}\theta }}}}=\int _{0}^{{\pi } \over {2}}{{1} \over {\left(1-n\sin ^{2}\theta \right){\sqrt {1-k^{2}\sin ^{2}\theta }}}}{d\theta }}

## 함수와의 관계
르장드르 관계식(Legendre's relation)
{\displaystyle K(k)E\left({\sqrt {1-k^{2}}}\right)+E(k)K\left({\sqrt {1-k^{2}}}\right)-K(k)K\left({\sqrt {1-k^{2}}}\right)={\frac {\pi }{2}}}

## 같이 보기
- 타원 곡선
- 특수 함수
- 르장드르 다항식